# Did I Tell You
"Did I Tell You" är en sång skriven av Gavin Povey och Augie Meyers. Den spelades in av Jerry Williams, och gavs ut på singel 1988 och toppade den svenska singellistan. Låten finns även med på Williams album JW (1989).
Williams hade hört låten vid ett besök i England 1987. Den var aktuell redan för hans album One and One (1987), men ratades till förmån för Fats Dominos "It Keeps Rainin'". Till nästa album JW återupptog han låten och gav den en ny musikbakgrund.
Låten spelades även in på svenska av flera svenska dansband under 1989, då under titeln "Sa jag nånsin".
"Did I Tell You" är en av titlarna i boken Tusen svenska klassiker (2009).

## Listplaceringar
| Lista (1988-1989) | Position |
| ----------------- | -------- |
| Sverige           | 1        |

### Fotnoter
1. 1 2  ”Listplacering”. http://hitparad.se/showitem.asp?interpret=Jerry+Williams&titel=Did+I+Tell+You&cat=s. Läst 24 maj 2011.
2. ↑  ”Svensk mediedatabas”. http://smdb.kb.se/catalog/id/001473499. Läst 24 maj 2011.
3. 1 2  Gradvall et al (2009), #720
4. ↑  ”Svensk mediedatabas”. http://smdb.kb.se/catalog/search?q=%22Did+I+Tell+You%22+typ%3Afonogram&sort=OLDEST. Läst 24 maj 2011.